# Iers curlingteam (vrouwen)
Het Ierse curlingteam vertegenwoordigt Ierland in internationale curlingwedstrijden.

## Geschiedenis
Ierland nam voor het eerst deel aan een groot toernooi tijdens het Europees kampioenschap van 2004 in de Bulgaarse hoofdstad Sofia. Het Ierse curlingteam beëindigde het toernooi in de B-divisie in de middenmoot, met drie overwinningen en drie nederlagen. Een jaar later werd exact hetzelfde scenario gevolgd. Na een jaartje afwezigheid keerde Ierland in 2007 terug op het EK in Füssen, Duitsland. Dit keer kon het Ierse team slechts één wedstrijd winnen, waardoor het land op de 21ste en voorlaatste plaats eindigde. Na deze slechte prestatie was Ierland wederom twee jaar afwezig in op het Europees kampioenschap. In 2010 keerde Ierland terug, zij het in de C-divisie. Het Ierse team wist deze competitie echter te winnen, waardoor het zich kwalificeerde voor de B-divisie. Hier kon Ierland geen potten breken: het eindigde negentiende en voorlaatste. Ook in 2011 moest Ierland tevreden zijn met de voorlaatste plaats, waarna het zich wederom terugtrok uit de internationale curlingcompetities. Sedertdien neemt Ierland regelmatig deel aan de C-divisie, om zich dan weer terug te trekken.
Ierland speelt bij internationale toernooien onder de vlag van de vier traditionele provincies. Hiermee wil men duidelijk maken dat ook inwoners van Noord-Ierland, dat onder het Verenigd Koninkrijk valt, namens Ierland mogen deelnemen aan internationale curlingwedstrijden.

## Ierland op het Europees kampioenschap
| Jaar | Plaats        | Skip          | WG            | W             | V             | PV            | PT            |
| ---- | ------------- | ------------- | ------------- | ------------- | ------------- | ------------- | ------------- |
| 1975 | Geen deelname | Geen deelname | Geen deelname | Geen deelname | Geen deelname | Geen deelname | Geen deelname |
| 1976 | Geen deelname | Geen deelname | Geen deelname | Geen deelname | Geen deelname | Geen deelname | Geen deelname |
| 1977 | Geen deelname | Geen deelname | Geen deelname | Geen deelname | Geen deelname | Geen deelname | Geen deelname |
| 1978 | Geen deelname | Geen deelname | Geen deelname | Geen deelname | Geen deelname | Geen deelname | Geen deelname |
| 1979 | Geen deelname | Geen deelname | Geen deelname | Geen deelname | Geen deelname | Geen deelname | Geen deelname |
| 1980 | Geen deelname | Geen deelname | Geen deelname | Geen deelname | Geen deelname | Geen deelname | Geen deelname |
| 1981 | Geen deelname | Geen deelname | Geen deelname | Geen deelname | Geen deelname | Geen deelname | Geen deelname |
| 1982 | Geen deelname | Geen deelname | Geen deelname | Geen deelname | Geen deelname | Geen deelname | Geen deelname |
| 1983 | Geen deelname | Geen deelname | Geen deelname | Geen deelname | Geen deelname | Geen deelname | Geen deelname |
| 1984 | Geen deelname | Geen deelname | Geen deelname | Geen deelname | Geen deelname | Geen deelname | Geen deelname |
| 1985 | Geen deelname | Geen deelname | Geen deelname | Geen deelname | Geen deelname | Geen deelname | Geen deelname |
| 1986 | Geen deelname | Geen deelname | Geen deelname | Geen deelname | Geen deelname | Geen deelname | Geen deelname |
| 1987 | Geen deelname | Geen deelname | Geen deelname | Geen deelname | Geen deelname | Geen deelname | Geen deelname |
| 1988 | Geen deelname | Geen deelname | Geen deelname | Geen deelname | Geen deelname | Geen deelname | Geen deelname |
| 1989 | Geen deelname | Geen deelname | Geen deelname | Geen deelname | Geen deelname | Geen deelname | Geen deelname |
| 1990 | Geen deelname | Geen deelname | Geen deelname | Geen deelname | Geen deelname | Geen deelname | Geen deelname |
| 1991 | Geen deelname | Geen deelname | Geen deelname | Geen deelname | Geen deelname | Geen deelname | Geen deelname |
| 1992 | Geen deelname | Geen deelname | Geen deelname | Geen deelname | Geen deelname | Geen deelname | Geen deelname |
| 1993 | Geen deelname | Geen deelname | Geen deelname | Geen deelname | Geen deelname | Geen deelname | Geen deelname |
| 1994 | Geen deelname | Geen deelname | Geen deelname | Geen deelname | Geen deelname | Geen deelname | Geen deelname |
| 1995 | Geen deelname | Geen deelname | Geen deelname | Geen deelname | Geen deelname | Geen deelname | Geen deelname |
| 1996 | Geen deelname | Geen deelname | Geen deelname | Geen deelname | Geen deelname | Geen deelname | Geen deelname |
| 1997 | Geen deelname | Geen deelname | Geen deelname | Geen deelname | Geen deelname | Geen deelname | Geen deelname |
| 1998 | Geen deelname | Geen deelname | Geen deelname | Geen deelname | Geen deelname | Geen deelname | Geen deelname |
| 1999 | Geen deelname | Geen deelname | Geen deelname | Geen deelname | Geen deelname | Geen deelname | Geen deelname |

| Jaar | Plaats        | Skip            | WG            | W             | V             | PV            | PT            |
| ---- | ------------- | --------------- | ------------- | ------------- | ------------- | ------------- | ------------- |
| 2000 | Geen deelname | Geen deelname   | Geen deelname | Geen deelname | Geen deelname | Geen deelname | Geen deelname |
| 2001 | Geen deelname | Geen deelname   | Geen deelname | Geen deelname | Geen deelname | Geen deelname | Geen deelname |
| 2002 | Geen deelname | Geen deelname   | Geen deelname | Geen deelname | Geen deelname | Geen deelname | Geen deelname |
| 2003 | Geen deelname | Geen deelname   | Geen deelname | Geen deelname | Geen deelname | Geen deelname | Geen deelname |
| 2004 | 15            | Fiona Turnbull  | 6             | 3             | 3             | 46            | 51            |
| 2005 | 17            | Fiona Turnbull  | 6             | 3             | 3             | 40            | 47            |
| 2006 | Geen deelname | Geen deelname   | Geen deelname | Geen deelname | Geen deelname | Geen deelname | Geen deelname |
| 2007 | 21            | Marie O'Kane    | 6             | 1             | 5             | 32            | 50            |
| 2008 | Geen deelname | Geen deelname   | Geen deelname | Geen deelname | Geen deelname | Geen deelname | Geen deelname |
| 2009 | Geen deelname | Geen deelname   | Geen deelname | Geen deelname | Geen deelname | Geen deelname | Geen deelname |
| 2010 | 19            | Carolyn Hibberd | 10            | 2             | 8             | 60            | 88            |
| 2011 | 19            | Carolyn Hibberd | 9             | 1             | 8             | 49            | 89            |
| 2012 | Geen deelname | Geen deelname   | Geen deelname | Geen deelname | Geen deelname | Geen deelname | Geen deelname |
| 2013 | Geen deelname | Geen deelname   | Geen deelname | Geen deelname | Geen deelname | Geen deelname | Geen deelname |
| 2014 | 24            | Margarita Baird | 6             | 1             | 5             | 31            | 53            |
| 2015 | 21            | Alison Fyfe     | 10            | 5             | 5             | 58            | 50            |
| 2016 | 25            | Ailsa Anderson  | 7             | 1             | 6             | 37            | 63            |
| 2017 | 22            | Ailsa Anderson  | 9             | 4             | 5             | 65            | 57            |
| 2018 | Geen deelname | Geen deelname   | Geen deelname | Geen deelname | Geen deelname | Geen deelname | Geen deelname |
| 2019 | 23            | Alison Fyfe     | 7             | 3             | 4             | 52            | 61            |
| 2021 | Geen deelname | Geen deelname   | Geen deelname | Geen deelname | Geen deelname | Geen deelname | Geen deelname |
| 2022 | 21            | Ailsa Anderson  | 9             | 4             | 5             | 67            | 55            |
| 2023 | 21            | Ailsa Barron    | 11            | 7             | 4             | 74            | 60            |
| 2024 | Geen deelname | Geen deelname   | Geen deelname | Geen deelname | Geen deelname | Geen deelname | Geen deelname |
| 2025 | Geen deelname | Geen deelname   | Geen deelname | Geen deelname | Geen deelname | Geen deelname | Geen deelname |

Andorra · Australië · België · Brazilië · Bulgarije · Canada · China · Chinees Taipei · Denemarken · Duitsland · Engeland · Estland · Filipijnen · Finland · Frankrijk · Groot-Brittannië · Hongarije · Hongkong · Ierland · Israël · Italië · Jamaica · Japan · Kazachstan · Kenia · Kroatië · Letland · Litouwen · Luxemburg · Mexico · Nederland · Nieuw-Zeeland · Nigeria · Noorwegen · Oekraïne · Oostenrijk · Polen · Portugal · Qatar · Roemenië · Rusland · Schotland · Servië · Slovenië · Slowakije · Spanje · Thailand · Tsjechië · Tsjecho-Slowakije · Turkije · Verenigde Staten · Wales · Wit-Rusland · Zuid-Korea · Zweden · Zwitserland